# Vòng loại Giải vô địch bóng đá nữ châu Âu 2017 (Bảng 6)
Bảng 6 Vòng loại Giải vô địch bóng đá nữ châu Âu 2017 bao gồm các đội: Ý, Thụy Sĩ, Cộng hòa Séc, Bắc Ireland và Gruzia.

## Bảng xếp hạng
| VT | Đội          | ST | T | H | B | BT | BB | HS  | Đ  | Giành quyền tham dự |     |     |     |     |     |     |
| -- | ------------ | -- | - | - | - | -- | -- | --- | -- | ------------------- | --- | --- | --- | --- | --- | --- |
| 1  | Thụy Sĩ      | 8  | 8 | 0 | 0 | 34 | 3  | +31 | 24 | Vòng chung kết      |     | —   | 2–1 | 5–1 | 4–0 | 4–0 |
| 2  | Ý            | 8  | 6 | 0 | 2 | 26 | 8  | +18 | 18 | Vòng chung kết      |     | 0–3 | —   | 3–1 | 3–1 | 6–1 |
| 3  | Cộng hòa Séc | 8  | 3 | 1 | 4 | 13 | 18 | −5  | 10 |                     |     | 0–5 | 0–3 | —   | 3–0 | 4–1 |
| 4  | Bắc Ireland  | 8  | 2 | 1 | 5 | 10 | 22 | −12 | 7  |                     | 1–8 | 0–3 | 1–1 | —   | 4–0 |     |
| 5  | Gruzia       | 8  | 0 | 0 | 8 | 2  | 34 | −32 | 0  |                     | 0–3 | 0–7 | 0–3 | 0–3 | —   |     |

## Các trận đấu
Giờ thi đấu là CEST (UTC+2) các trận từ ngày 29 tháng 3 tới 24 tháng 10 năm 2015 và từ 27 tháng 3 tới 29 tháng 10 năm 2016, còn lại là CET (UTC+1).
| Ý                                                                           | 6–1      | Gruzia     |
| --------------------------------------------------------------------------- | -------- | ---------- |
| Cernoia 13' · Giugliano 23' · Manieri 42' · Sabatino 58' · Girelli 79', 83' | Chi tiết | Gabelia 3' |

| Gruzia | 0–3      | Cộng hòa Séc                         |
| ------ | -------- | ------------------------------------ |
|        | Chi tiết | I. Martínková 69', 88' · Voňková 73' |

| Ý | 0–3      | Thụy Sĩ                              |
| - | -------- | ------------------------------------ |
|   | Chi tiết | Bachmann 59', 62' · Crnogorčević 87' |

| Gruzia | 0–3      | Bắc Ireland                 |
| ------ | -------- | --------------------------- |
|        | Chi tiết | Nelson 3' · Bergin 29', 56' |

| Cộng hòa Séc | 0–3      | Ý                                             |
| ------------ | -------- | --------------------------------------------- |
|              | Chi tiết | Mauro 19' · Manieri 42' (ph.đ.) · Bartoli 78' |

| Thụy Sĩ                                                              | 4–0      | Gruzia |
| -------------------------------------------------------------------- | -------- | ------ |
| Skhirtladze 9' (l.n.) · Crnogorčević 34' · Dickenmann 50' · Humm 74' | Chi tiết |        |

| Bắc Ireland | 1–8      | Thụy Sĩ                                                                                                |
| ----------- | -------- | --- |
| Furness 37' | Chi tiết | Humm 14', 35' · Kiwic 28' · Moser 33' · Ismaili 36' · Crnogorčević 59' · Deplazes 74' · Dickenmann 85' |

| Thụy Sĩ                                                               | 5–1      | Cộng hòa Séc |
| --------------------------------------------------------------------- | -------- | ------------ |
| Bürki 23' · Humm 28' · Bachmann 33' · Crnogorčević 42' · Terchoun 84' | Chi tiết | Svitková 73' |

| Thụy Sĩ                    | 2–1      | Ý          |
| -------------------------- | -------- | ---------- |
| Bachmann 7' · Terchoun 36' | Chi tiết | Parisi 65' |

| Cộng hòa Séc                                               | 4–1      | Gruzia            |
| ---------------------------------------------------------- | -------- | ----------------- |
| L. Martínková 3', 57' · Zakhaidze 13' (l.n.) · Voňková 51' | Chi tiết | Skhirtladze 45+1' |

| Ý                                         | 3–1      | Bắc Ireland |
| ----------------------------------------- | -------- | ----------- |
| Sabatino 71' · Mauro 86' · Stracchi 90+3' | Chi tiết | Magill 62'  |

| Bắc Ireland                                    | 4–0      | Gruzia |
| ---------------------------------------------- | -------- | ------ |
| Magill 1' · Callaghan 21', 40' · Furness 90+5' | Chi tiết |        |

| Cộng hòa Séc | 0–5      | Thụy Sĩ                                                    |
| ------------ | -------- | ---------------------------------------------------------- |
|              | Chi tiết | Humm 4' · Moser 35', 90+3' · Crnogorčević 40', 66' (ph.đ.) |

| Gruzia | 0–7      | Ý                                                                                    |
| ------ | -------- | ------------------------------------------------------------------------------------ |
|        | Chi tiết | Manieri 7' · Bonansea 21', 59' · Sabatino 41' · Mauro 75' · Girelli 79' (ph.đ.), 90' |

| Cộng hòa Séc                              | 3–0      | Bắc Ireland |
| ----------------------------------------- | -------- | ----------- |
| Voňková 3' · Cahynová 34' · Bartoňová 65' | Chi tiết |             |

| Bắc Ireland         | 1–1      | Cộng hòa Séc    |
| ------------------- | -------- | --------------- |
| Furness 55' (ph.đ.) | Chi tiết | Chlastáková 35' |

Trận đấu ban đầu dự kiến diễn ra ngày 8 tháng 4 năm 2016 nhưng bị hủy do có một tai nạn xảy ra trên đường khiến hai đội không thể di chuyển tới sân.
| Gruzia | 0–3      | Thụy Sĩ                                                |
| ------ | -------- | ------------------------------------------------------ |
|        | Chi tiết | Crnogorčević 18' (ph.đ.) · Humm 34' · Dickenmann 90+4' |

| Bắc Ireland | 0–3      | Ý                                     |
| ----------- | -------- | ------------------------------------- |
|             | Chi tiết | Girelli 45+1', 90+4' · Gabbiadini 76' |

| Thụy Sĩ                                    | 4–0      | Bắc Ireland |
| ------------------------------------------ | -------- | ----------- |
| Bernauer 17', 46' · Kiwic 42' · Rinast 54' | Chi tiết |             |

| Ý                          | 3–1      | Cộng hòa Séc |
| -------------------------- | -------- | ------------ |
| Mauro 6', 14' · Guagni 62' | Chi tiết | Voňková 13'  |

## Cầu thủ ghi bàn
7 bàn
- Ana-Maria Crnogorčević

6 bàn
- Fabienne Humm
- Cristiana Girelli

5 bàn
- Ilaria Mauro

4 bàn
- Lucie Voňková
- Ramona Bachmann

3 bàn
- Rachel Furness
- Lara Dickenmann
- Martina Moser
- Raffaella Manieri
- Daniela Sabatino

2 bàn
- Avilla Bergin
- Marissa Callaghan
- Simone Magill
- Irena Martínková
- Lucie Martínková
- Vanessa Bernauer
- Rahel Kiwic
- Meriame Terchoun
- Barbara Bonansea

1 bàn
- Julie Nelson
- Eva Bartoňová
- Klára Cahynová
- Jitka Chlastáková
- Kateřina Svitková
- Gulnara Gabelia
- Natia Skhirtladze
- Vanessa Bürki
- Barla Deplazes
- Florijana Ismaili
- Rachel Rinast
- Elisa Bartoli
- Valentina Cernoia
- Melania Gabbiadini
- Manuela Giugliano
- Alia Guagni
- Alice Parisi
- Daniela Stracchi

Phản lưới nhà
- Natia Skhirtladze (gặp Thụy Sĩ)
- Ana Zakhaidze (gặp Cộng hòa Séc)